# HyperZ

HyperZ

HyperZ è una serie di tecniche di elaborazione 3D utilizzate da ATI Technologies nelle sue schede video Radeon, per migliorare le prestazioni delle GPU.
HyperZ fece il suo debutto nelle GPU R100 (nelle schede Radeon DDR e Radeon 7500), che, secondo ATI, promettevano un incremento di prestazioni del 20% nel rendering 3D. Grazie ad HyperZ, ATI riteneva di raggiungere un fillrate di 1,5 Gigatexels/s, contro un fillrate nominale di 1,2 GTextels/s. I benchmark e i test della stampa dimostrarono che vi era effettivamente un incremento tangibile della performance.
Con ogni generazione di GPU Radeon, ATI ha migliorato la tecnologia HyperZ, introducendo HyperZ II nel core R200, HyperZ III+ nel core R300 e HyperZ HD nel core R420.
Con la terza generazione di schede video GeForce, anche nVidia ha introdotto tecnologie simili, con il nome di Lightspeed Memory Architecture (LMA). Grazie a questa tecnica il core NV17 usato nella scheda GeForce 4 MX superò il core NV15 della GeForce 2 Ultra, anche se quest'ultima aveva il doppio di pixel pipeline.

## Funzionalità
HyperZ comprende tre meccanismi, che migliorano essenzialmente la gestione della memoria video, in particolare dello Z-buffer:
- Z Compression (Compressione Z) - Lo Z-buffer è memorizzato in un formato compresso lossless, in modo da minimizzare il bandwidth di memoria impiegato durante i processi di scrittura e lettura.
- Fast Z Clear (Cancellazione rapida Z) - Invece di riempire di zeri l'intero Z-buffer per cancellarne il contenuto, operazione che causa un eccessivo utilizzo del bandwidth di scrittura, Fast Z Clear segna interi blocchi del buffer come cancellati, permettendo un'operazione 50 volte più veloce.
- Hierarchical Z-Buffer (Z-buffer Gerarchico) - I pixel vengono controllati prima di essere elaborati dalle pipeline, di modo che i pixel inutili possano essere scartati prima (Early Z Reject) di essere elaborati.